# Amelora oncerodes
Amelora oncerodes är en fjärilsart som beskrevs av Turner 1919. Amelora oncerodes ingår i släktet Amelora och familjen mätare. Inga underarter finns listade i Catalogue of Life.